# دون ماي
دون ماي (بالإنجليزية: Don May)‏ هو سياسي أسترالي، ولد في 15 فبراير 1924 في أستراليا، وتوفي في 23 سبتمبر 2001 في برث في أستراليا. حزبياً، نشط في حزب العمال الأسترالي ‏. وقد انتخب عضو الجمعية التشريعية لأستراليا الغربية.